# 尻毛駅
尻毛駅（しっけえき）は、岐阜県岐阜市尻毛にあった名古屋鉄道揖斐線の駅である。隣の又丸駅と合わせて珍地名として知られていた。

## 歴史
揖斐線の前身である岐北軽便鉄道が1914年（大正3年）に路線を開通させた時より存在した駅である。2005年（平成17年）に揖斐線が全線廃止されたことに伴い廃駅となった。
- 1914年（大正3年）3月29日 - 岐北軽便鉄道の忠節駅 - 北方町駅（のちの美濃北方駅）間の開通と同時に開業[2][3]。
- 1938年（昭和13年）8月4日 - 長良川の河川改修のため、忠節駅から当駅までが休止[3][4][5]。
- 1939年（昭和14年）2月13日 - 近ノ島（西）駅から当駅までが再開[4]。
- 1972年（昭和47年）11月1日 - 無人化[6]。
- 2005年（平成17年）4月1日 - 揖斐線の忠節駅 - 黒野駅間の営業廃止により廃駅[7][5]。

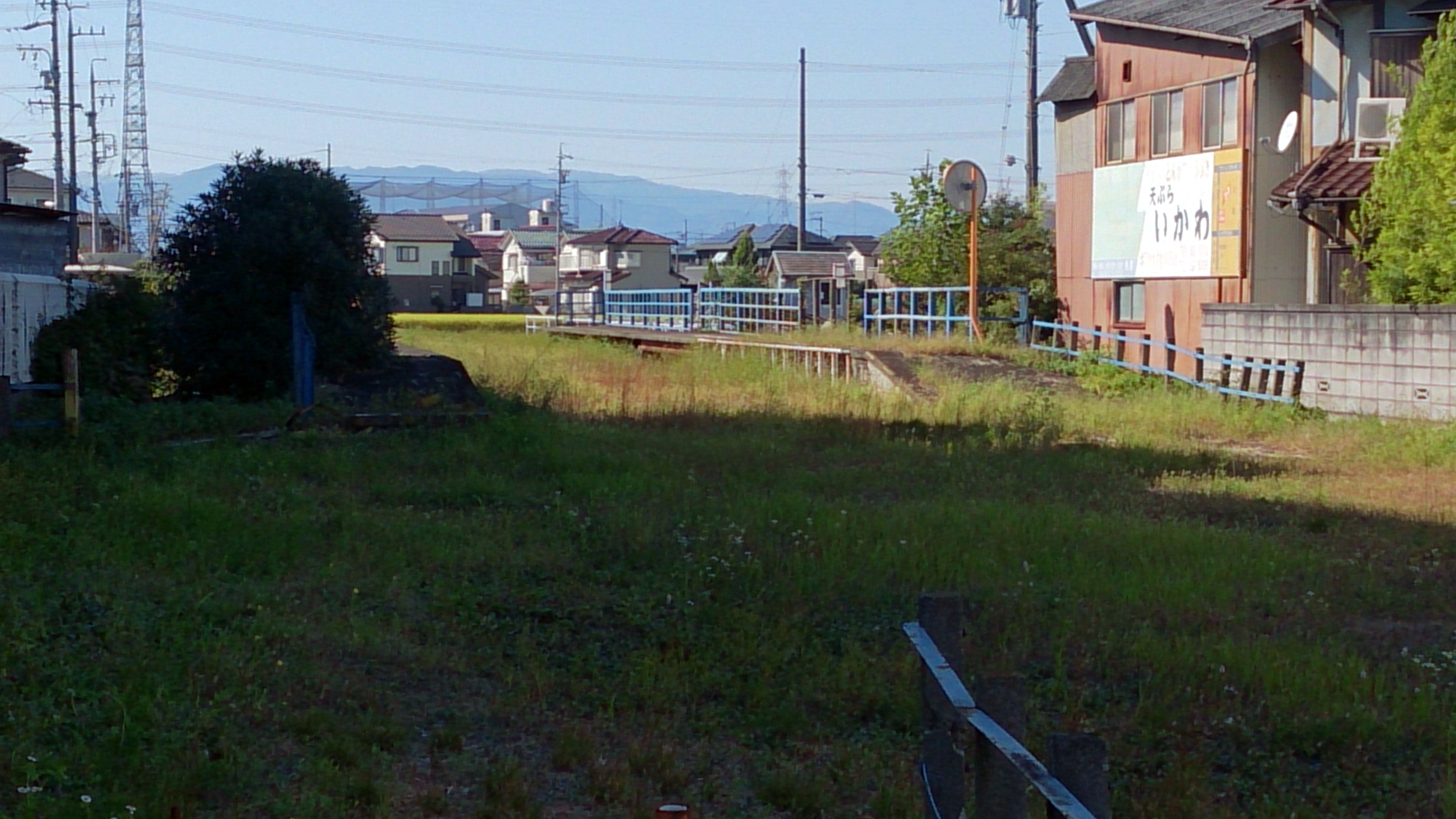
東側からのホーム跡（2015年10月撮影）
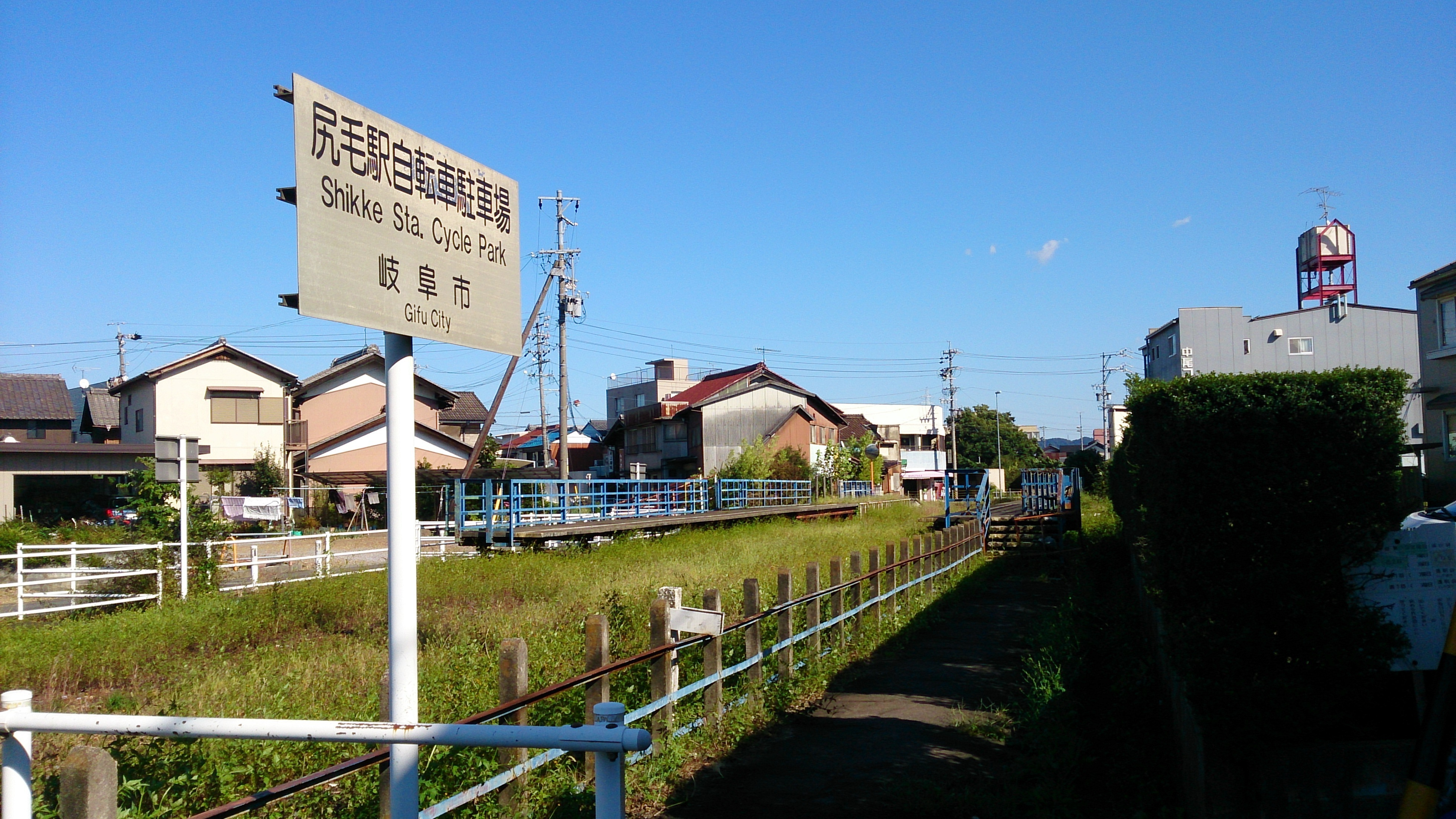
西側からのホーム跡（同左）[8]。

## 駅構造
相対式ホーム2面2線の交換可能駅で、忠節寄りに構内踏切と小さな駅舎があった。なお、1972年11月1日から廃止までは無人駅となっていた。配線上は黒野方面行きが直線となっていたが、一線スルーではなく、左側通行であった。

### 配線図
| ← 黒野方面 | 尻毛駅 構内配線略図 | → 忠節方面 |
| 凡例 出典: |                     |            |

## 利用状況
- 『名古屋鉄道百年史』によると1992年度当時の1日平均乗降人員は809人であり、この値は岐阜市内線均一運賃区間内各駅（岐阜市内線・田神線・美濃町線徹明町駅 - 琴塚駅間）を除く名鉄全駅（342駅）中239位、 揖斐線・谷汲線（24駅）中5位であった[1]。

## 駅周辺

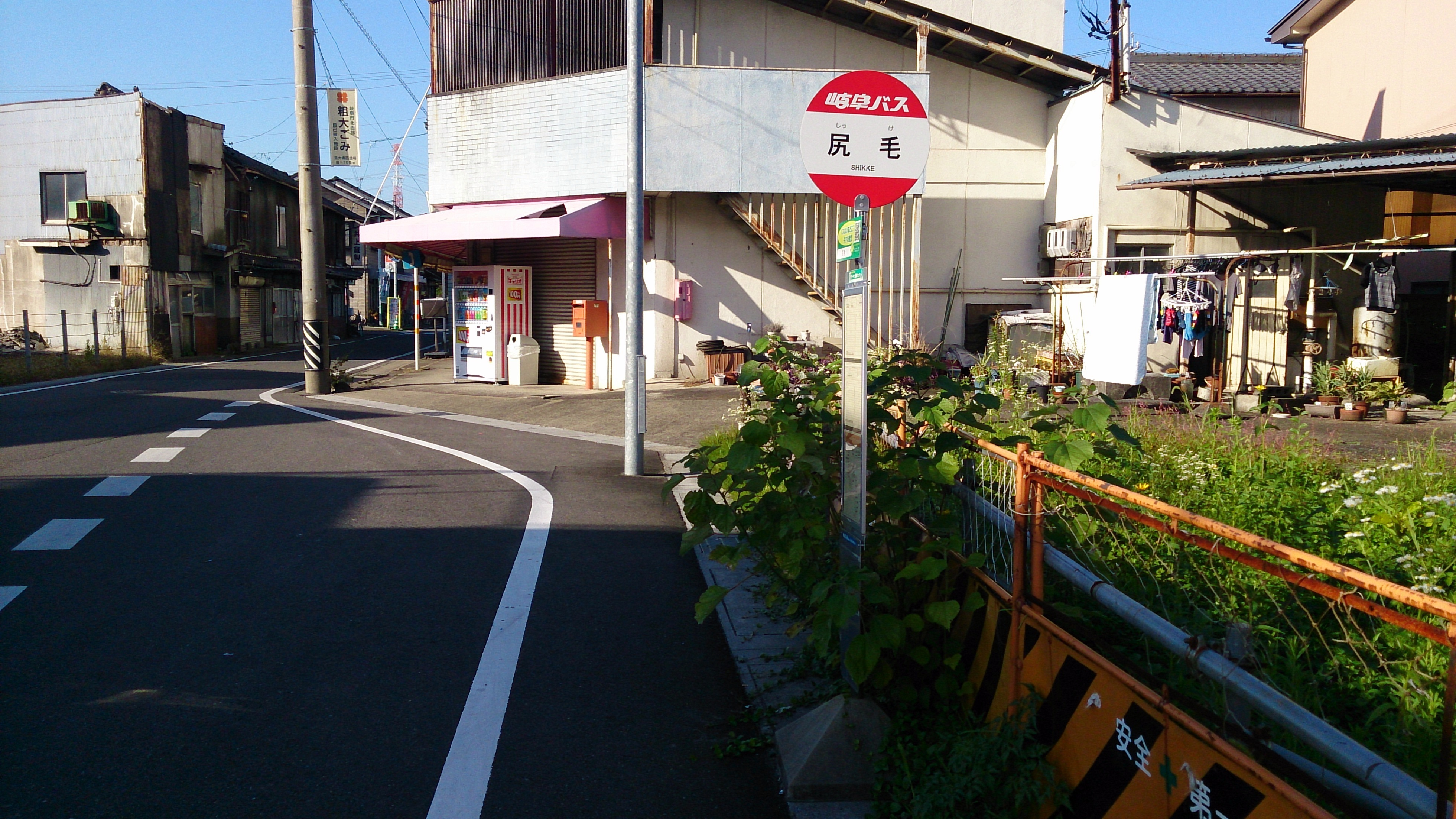
尻毛バス停（2015年11月撮影）

- 岐阜バス 尻毛バス停（2016年10月1日改正では西郷線として運用）

## 隣の駅
名古屋鉄道
揖斐線
■急行
忠節駅 - 尻毛駅 - 又丸駅
■普通
旦ノ島駅 - 尻毛駅 - 又丸駅
- 戦前までは、隣の旦ノ島駅との間に尻毛橋駅が、又丸駅との間に川部橋駅が存在した。